# Sendai Airport Transit
Sendai Airport Transit (仙台空港鉄道?, Sendai Kūkō Tetsudō), spesso abbreviato in SAT, è una compagnia ferroviaria giapponese del terzo settore che gestisce la linea Sendai Aeroporto nella città di Natori, nella prefettura di Miyagi.

## Storia
La società è stata fondata il 7 aprile 2000 per realizzare un collegamento tra la stazione di Natori sulla linea principale Tōhoku della East Japan Railway Company (JR East) e l'aeroporto di Sendai.
Il 18 marzo 2007 viene aperta la linea Sendai Aeroporto che serve l'aeroporto di Sendai e collega la stazione di Natori con la stazione dell'aeroporto di Sendai.
La linea è stata gravemente danneggiata dal terremoto e maremoto del Tōhoku del 2011 e il servizio è stato sospeso a tempo indeterminato dall'11 marzo 2011 e riaperto il 1 ottobre dello stesso anno.

## Linee ferroviarie
La compagnia gestisce una sola linea ferroviaria
- Linea Sendai Aeroporto (仙台空港線?): Natori - Aeroporto di Sendai (7,1 km, 4 stazioni)

## Materiale rotabile
L'azienda utilizza treni della serie 721, derivati dalla serie 721 della JR East.

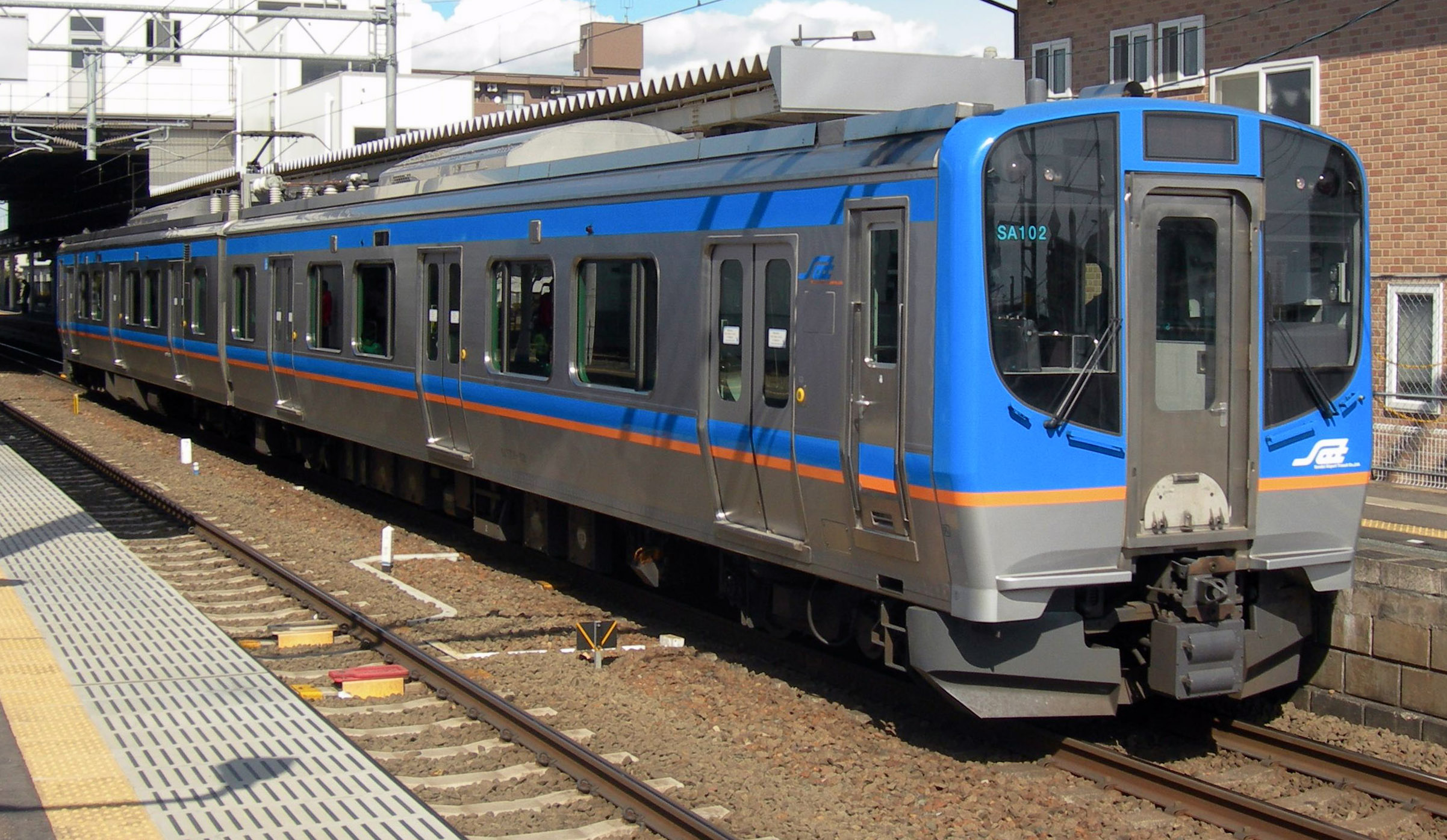
SAT serie 721